# María Dueñas (violoniste)
Pour l’article homonyme, voir María Dueñas.
María Dueñas Fernández, née le 4 décembre 2002 à Grenade, est une violoniste et compositrice espagnole. En 2021, elle a gagné le premier prix du Concours international pour jeunes violonistes Yehudi-Menuhin, dans la catégorie senior.

## Biographie
María Dueñas Fernández est née en 2002 à Grenade, dans une famille qui ne compte aucun musicien professionnel, mais qui encouragea sa formation musicale, puisque depuis petite elle assistait à des concerts.

### Études musicales
À 11 ans, elle a reçu une bourse pour des études à l'étranger grâce aux concours des Jeunesses Musicales de Madrid et est donc partie habiter en Allemagne, elle a obtenu la bourse Wardwell de la Fondation Humboldt. Puis elle s'est inscrite à l'Université Musicale de Dresde, grâce au soutien aussi des Industries Kolmer. Elle s'est ensuite déplacée à Vienne pour continuer sa formation artistique avec le maître Boris Kuschnir, puis elle s'est inscrite à l'Académie de musique et des arts du spectacle et à l'Université de Graz,,,.

### Carrière musicale
Dueñas a été soliste avec des orchestres européens et américains, tels que l'Orchestre symphonique de Barcelone, l'Orchestre national d'Espagne, l'Orchestre philharmonique du Luxembourg, l'Orchestre symphonique de San Francisco ainsi que l'Orchestre symphonique de Galice. Elle a interprété dans diverses salles et théâtres, aussi variés que le Musikverein de Vienne, la Philharmonie de l'Elbe à Hambourg, la salle Tchaïkovski de Moscou, la Philharmonie de Berlin et l'Auditorium national de musique de Madrid, entre autres salles,.
En 2017, à 14 ans, elle a gagné en Chine la premier prix du Concours International Mozart de Zhuhai pour jeunes musiciens. Elle a reçu un prix de 15 000 dollars. La Japonaise Miyu Kitsuwa et le Chinois Chaowen Luo sont arrivés respectivement en seconde et troisième position dans la même catégorie, qui allait de 13 à 16 ans. Cette même année, Dueñas a été récompensée par l'Académie Kronberg de l'Allemagne avec le Prix Prinz von Hessen, et a obtenu d'autres prix lors de concours internationaux de violon comme le Giovanni Musicista et le Luigi Zanuccoli de l'Italie et le Leonid Kogan de Bruxelles,.
Elle a été récompensée au concours international Georg Philipp Telemann en Pologne, et, en 2018, elle a gagné le Yankelevitch en Russie dans la catégorie sénior,,. Cette même année, elle a remporté le prix de la Vladimir Spivakov International Violin Competition en Russie. Avec le prix, elle a obtenu un violon de Riccardo Antoniazzi, fabriqué en 1912 et estimé à quelque 140 000 dollars. En 2019, elle a participé au Concours International de Violon de Montréal.
En 2020, Dueñas a gagné le Prix 'L'Œil Critique' de RNE de Musique Classique. En plus, elle a été nommée artiste du mois par la revue Musical America, la plus ancienne des États-Unis spécialisée en musique classique,.
En janvier 2021, en pleine pandémie de COVID-19, elle a participé au concours ‘Getting to Carnegie Hall 2021’, se passant en ligne, et durant lequel elle a gagné le premier prix. À la fin, chaque artiste a interprété de façon aléatoire un mouvement de la Sonate no 4 pour violon et piano de Julian Gargiulo. Comme gagnante, elle a reçu une compensation de 5 000 dollars, ainsi que la possibilité de se produire au Carnegie Hall pendant la saison 2022 et de pouvoir se produire lors du festival Island Music Festival de 2022.
En 2021, à 18 ans, elle a obtenu le premier prix du Concours Yehudi Menuhin. Pour la finale, elle a choisi trois œuvres : Subito de Witold Lutosławski, le deuxième mouvement du Concerto pour violon no 4 de Mozart et l'Allegro non troppo de la Symphonie espagnole de Lalo. Le prix qu'elle a gagné comprenait une dotation de 20 000 dollars et le prêt pour deux ans d'un Stradivarius. Dueñas a aussi reçu le prix du public.
En septembre 2022, María Dueñas a signé un contrat avec la maison de disques allemande Deutsche Grammophon qui, entre autres enregistrements, comprend le Concerto pour violon de Beethoven, interprété avec l'Orchestre philharmonique de Vienne dirigé par Manfred Honneck,.

### Musique de chambre
Elle a fait partie d'un quatuor de cordes appelé Hamamelis Quartett, auquel a été décerné un prix pendant le Concours Fidelio de Musique de Chambre de Vienne,.

### Carrière comme compositrice
Dueñas est aussi compositrice et elle a formé le Hamamelis Quartett. Le compositeur Jordi Cervelló a composé divers caprices pour violon pour Dueñas, qui furent joués pour la première fois dans l'Auditorium de Gérone avec Evgeny Sinaisky.
La Nippon Music Foundation lui a décerné un Guarneri du Gesù Muntz 1736 et en 2021, elle a obtenu le prêt pour deux ans d'un violon Stradivarius pour son succès lors du Zhuhai International Mozart Competition,.
Comme compositrice, elle a été récompensée durant le Concours de Composition Robert Schumann pour son œuvre pour piano Farewell, laquelle a été utilisée pour un court-métrage,.

## Prix et reconnaissances
- 2017 - Premier prix dans le Groupe B (nés de 2001 à 2004) du Zhuhai International Mozart Competition[10]
- 2018 - Premier prix de la Vladimir Spivakov International Violin Competition, la Russie[12]
- 2021 - Premier prix de la ‘2021 Getting to Carnegie Competition’[16]
- 2021 - Premier prix dans la catégorie Sénior du Concours Yehudi Menuhin[8]
- 2021 - Premier prix de la Viktor Tretyakov International Violin Competition[21]
- 2023 - Prix Princesse de Gérone d'Arts et Lettres[22].
- 2023 - Prix Luitpold du festival Kissinger Sommer[23]

## Discographie
- So Klingt die Zukunft! Kammermusikfest der Deutschen Stiftung Musikleben 2018. Piste 2. Ravel - Tzigane. María Dueñas (violon), Kiveli Dörken (piano). Deutsche Stiftung Musikleben, 2018[21]